# (35084) 1990 SP9
(35084) 1990 SP9 es un asteroide perteneciente al cinturón de asteroides descubierto el 22 de septiembre de 1990 por Eric Walter Elst desde el Observatorio de La Silla, Chile.

## Designación y nombre
Designado provisionalmente como 1990 SP9.

## Características orbitales
1990 SP9 está situado a una distancia media del Sol de 2,274 ua, pudiendo alejarse hasta 2,571 ua y acercarse hasta 1,978 ua. Su excentricidad es 0,130 y la inclinación orbital 6,059 grados. Emplea 1253,06 días en completar una órbita alrededor del Sol.

## Características físicas
La magnitud absoluta de 1990 SP9 es 15,4. 